# Enrico Demma
Enrico Demma, pseudonimo di Raffaele Gattordo (1890 – 1975), è stato un cantante e attore teatrale italiano.

## Biografia
Partecipò alla prima guerra mondiale come bersagliere. Insieme all'amico ed autore musicale E. A. Mario, rese popolare tra i soldati italiani al fronte la canzone La leggenda del Piave.
Negli anni venti lavorò insieme a Totò agli albori della carriera di quest'ultimo, calcando le scene di diversi teatri del Napoletano. Entrò a far parte in pianta stabile della compagnia teatrale "Cafiero Fumo", recitando fino agli anni sessanta e partecipando a tournée all'estero (Brasile). La SACA (Amici della canzone di Napoli) gli conferì nel 1975 un riconoscimento per la sua lunga attività teatrale.